# Deporte en Noruega

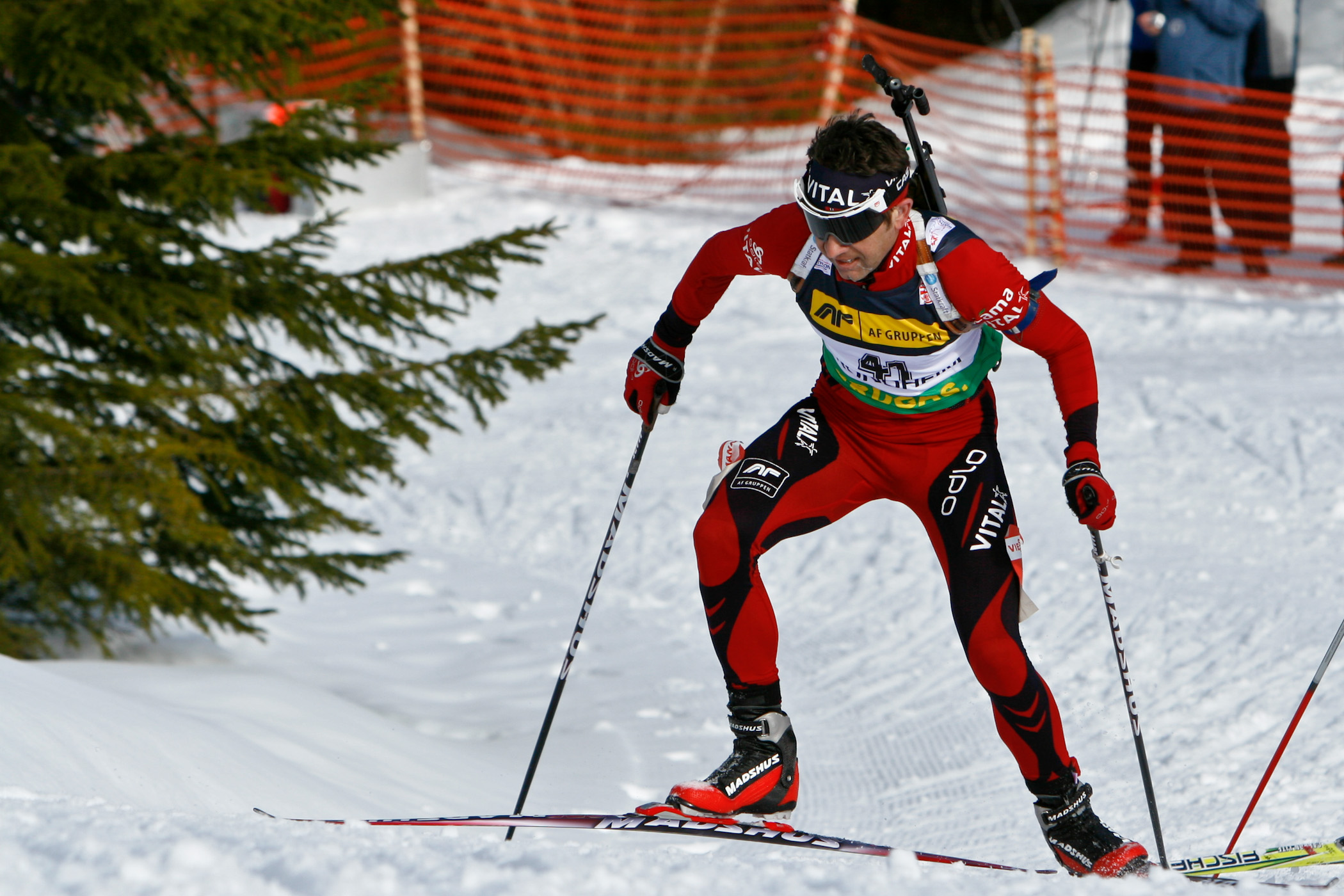
Ole Einar Bjørndalen, uno de los biatletas más destacados de la historia

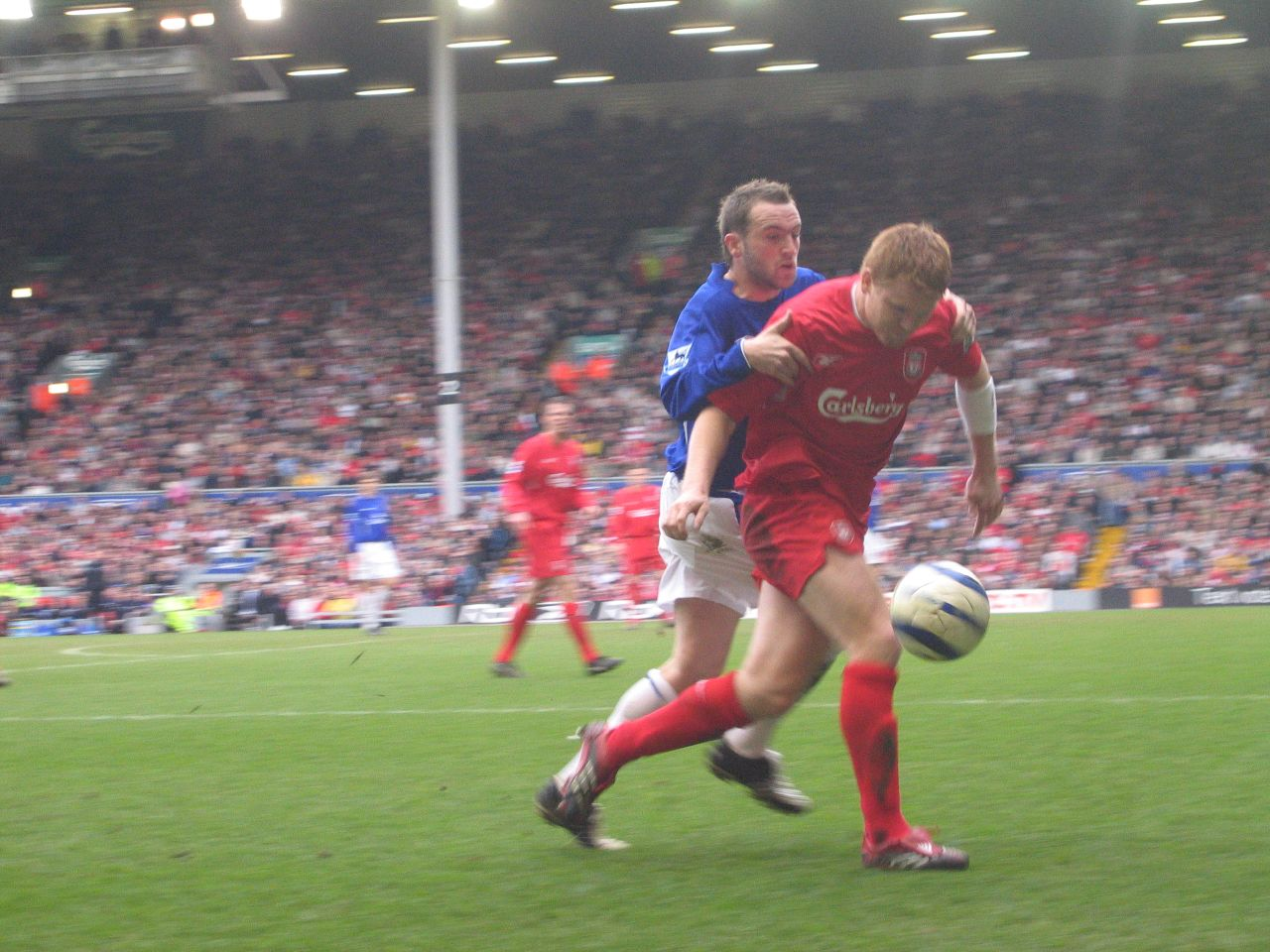
El futbolista noruego John Arne Riise obtuvo la Liga de Campeones de la UEFA con el club inglés Liverpool

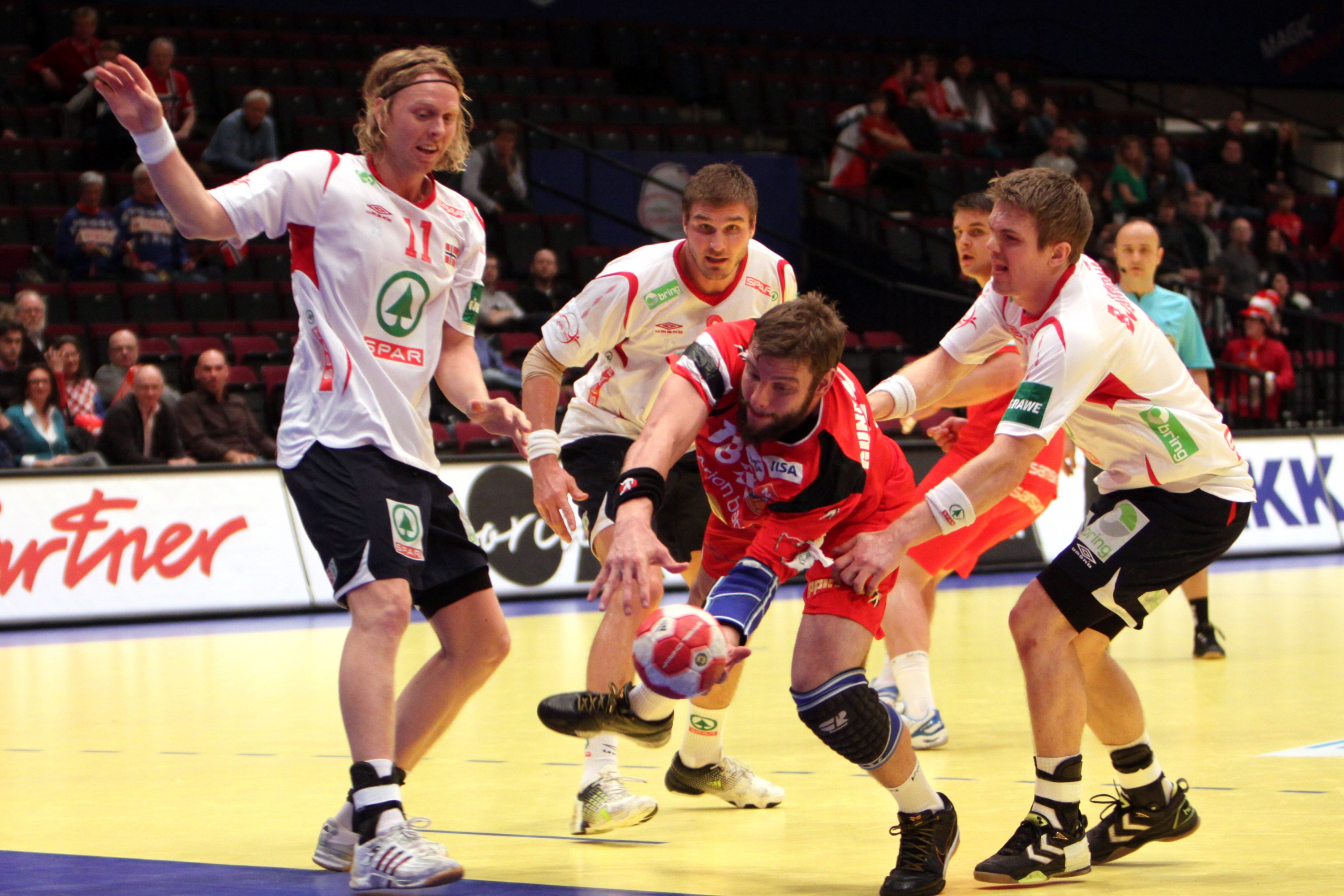
Partido del Campeonato Europeo de Balonmano entre Noruega e Islandia

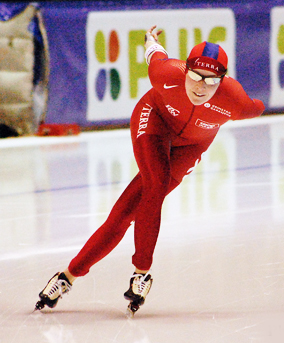
Maren Haugli, patinador de velocidad olímpica

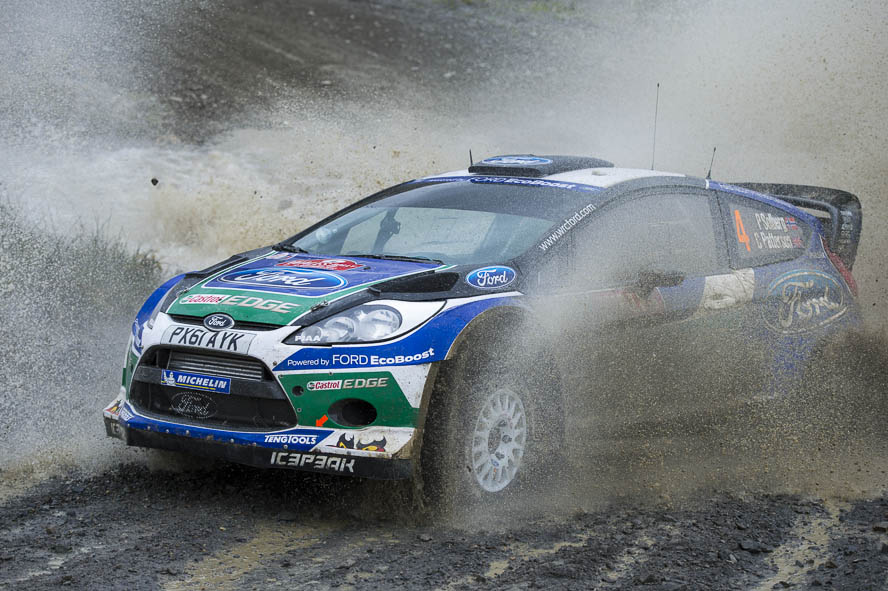
El piloto noruego Petter Solberg fue campeón mundial de rally

Noruega es potencia mundial en numerosas modalidades de esquí, al igual que en patinaje de velocidad sobre hielo, vela, balonmano y tiro.

## Deportes

### Esquí
Noruega se ubica en el primer puesto en el historial del Campeonato Mundial de Esquí Nórdico, el tercero en la Copa del Mundo de Saltos de Esquí, el quinto en el Campeonato Mundial de Esquí Alpino.
Algunos de los esquiadores más destacados de Noruega han sido Marit Bjørgen, Bjørn Dæhlie, Petter Northug, Bente Skari y Vegard Ulvang en esquí de fondo, Ole Einar Bjørndalen y Liv Grete Skjelbreid en biatlón, Tom Hilde, Anders Jacobsen, Roar Ljøkelsøy, Roger Ruud, Anders Bardal, Espen Bredesen y Anette Sagen en saltos de esquí, Kjetil André Aamodt, Lasse Kjus y Aksel Lund Svindal en esquí alpino, Kari Traa en esquí acrobático, y Helene Olafsen en snowboard.
El principal centro de esquí de Noruega es Holmenkollen, cuya rampa de saltos se inauguró en 1892. El principal premio a los esquiadores noruegos es la Medalla Holmenkollen.

### Fútbol
La Eliteserien es la primera división de fútbol de Noruega, que se juega desde 1937. El equipo más exitoso ha sido Rosenborg BK, que logró 22 campeonatos y seis subcampeonatos. Asimismo, consiguió nueve ediciones de la Copa de Noruega, y alcanzó los cuartos de final de la Liga de Campeones de la UEFA de 1996/97. El otro equipo que clasificó a la Liga de Campeones de la UEFA ha sido Molde FK.
La selección masculina fue medallista de bronce en los Juegos Olímpicos de 1936. Clasificó a solamente tres ediciones de la Copa Mundial de la FIFA (1938, 1994 y 1998), alcanzando octavos de final en 1998, y una vez a la Eurocopa (2000), donde quedó eliminado en la fase de grupos. En cambio, la selección femenina obtuvo la Copa Mundial de 1995 y el segundo puesto en 1991, dos títulos europeos en 1987 y 1993 y cuatro segundos puestos, y la medalla de oro en los Juegos Olímpicos de 2000 y la de bronce en 1996.
Los futbolistas John Arne Riise y Ole Gunnar Solskjær fueron ganadores de la Liga de Campeones de la UEFA con los clubes ingleses Liverpool y Manchester United. A su vez, Rune Bratseth fue campeón de Alemania con el Werder Bremen.

### Automovilismo
A diferencia de Suecia y Finlandia, Noruega cuenta con un palmarés en rally mucho más reducido. Petter Solberg logró el Campeonato Mundial de Rally en 2003 y consiguió 13 victorias. Luego surgieron Mads Østberg, quien logró una victoria y es piloto oficial de Citroën, y Andreas Mikkelsen, dos veces campeón del Intercontinental Rally Challenge. El Rally de Noruega, disputado sobre tramos nevados, formó parte del Campeonato Mundial de Rally en 2007 y 2009.
El país cuenta con varios pilotos de rallycross destacados, entre ellos Martin Schanche, Ludvig Hunsbedt, Sverre Isachsen, Andreas Bakkerud y el propio Petter Solberg. El Campeonato Europeo de Rallycross corrió en el circuito de Lyngas entre 1982 y 2004.
En automovilismo de velocidad se destaca Tommy Rustad, quien consiguió dos veces el Campeonato Sueco de Turismos. Vålerbanen fue sede de una fecha de dicho certamen en la década de 2000.

### Balonmano
En balonmano, la selección masculina obtuvo el sexto puesto en el Campeonato Mundial de Balonmano de 1958 y el Campeonato Europeo de Balonmano de 2008.
Por su parte, la selección femenina logró dos oros y tres platas en el Campeonato Mundial, cinco oros, dos oros y tres platas en los Juegos Olímpicos, y tres platas en el Campeonato Europeo.

### Otros deportes
En atletismo se han destacado la maratonista Grete Waitz y la lanzadora de jabalina Trine Hattestad. En patinaje de velocidad se han destacado Oscar Mathisen y Johann Olav Koss, y en patinaje artístico Sonja Henie.
La selección masculina de hockey sobre hielo obtuvo el cuarto puesto en el Campeonato Mundial de Hockey sobre Hielo de 1951. La selección femenina fue sexta en el Campeonato Mundial tres veces, y además terminó tercera en el Campeonato Europeo de 1993 y cuarta en otras cuatro ediciones.
La jugadora de golf Suzann Pettersen está considerada como una de las mejores del mundo, con dos victorias en torneos mayores, 15 en el LPGA Tour y varias presencias en el equipo europeo de la Copa Solheim, cuyo fundador, Karsten Solheim, era noruego.
Jan Stenerud jugó fútbol americano profesional en Estados Unidos desde 1967 hasta 1985, anotando 373 de 558 goles de campo como pateador.

## Juegos Olímpicos
Noruega disputó todos los Juegos Olímpicos, salvo las ediciones 1904  y 1980, la segunda de ellas debido al boicot occidental. Ha logrado 56 medallas de oro y 148 totales en los juegos de verano, lo que ubica al país en el 22º puesto en el historial. Se ha destacado especialmente en vela (tercer puesto), balonmano (quinto) y tiro (sexto).
En los juegos de invierno, Noruega ha conseguido 118 oros y 329 medallas totales, por lo que lidera el historial. Obtuvo el primer puesto absoluto en siete ediciones, la última de ellas en 2002, y el segundo puesto en otras cuatro. Lidera el historial de medallas en esquí de fondo y combinada nórdica, se coloca en el segundo puesto en biatlón y saltos de esquí, y el tercero en patinaje de velocidad sobre hielo. En tanto, se ubica en el séptimo puesto en esquí alpino.
Noruega fue sede de dos Juegos Olímpicos de Invierno: Oslo 1952 y Lillehammer 1994.

## Selecciones nacionales
- Selección de baloncesto de Noruega
- Selección de balonmano de Noruega
- Selección femenina de balonmano de Noruega
- Selección de fútbol de Noruega
- Selección femenina de fútbol de Noruega